# TSV Schönaich (szachy)
TSV Schönaich – niemiecki klub szachowy z siedzibą w Schönaich.

## Historia
Klub szachowy w Schönaich powstał w 1985 roku, a w 1990 roku został włączony do TSV Schönaich jako sekcja. W 2014 roku zespół zajął pierwsze miejsce w Verbandslidze, a rok później wygrał Oberligę i awansował do 2. Bundesligi. W sezonie 2015/2016 TSV Schönaich zajął trzecie miejsce w 2. Bundeslidze. W sezonie 2021/2022 klub zajął drugie miejsce w lidze, jednakże z uwagi na fakt, iż przed nim znalazł się zespół rezerw (OSG Baden-Baden II), awansował do Bundesligi. W kadrze drużyny znajdowali się wówczas m.in. Ivan Ivanišević, Denis Kadrić, Marin Bosiočić, Miloš Perunović, Ante Šarić i Miloje Ratković. W sezonie 2022/2023 zespół spadł z Bundesligi, zajmując w rozgrywkach ostatnie miejsce. Mimo to w 2023 roku klub zadebiutował w Pucharze Europy. Po zwycięstwach nad Malahide Chess Club, KWV Wetteren i Diagonalem Alcorcón, remisie z SK König Tegel 1949 oraz przegranych z Elektroprivredą Nikšić, ŠK Modra i Le Cavalier Differdange niemiecki zespół zajął w końcowej klasyfikacji 42. pozycję. W następnym sezonie w europejskich rozgrywkach uzyskano 76. miejsce (wygrana z Goč Vrnjačka Banja, remisy z Diagonalem Alcorcón i Butrinti Saranda oraz porażki z ŠK Nitra, Wasa SK, Ennis Chess Club i Le Cavalier Differdange). W 2025 roku TSV Schönaich spadł z 2. Bundesligi.

## Arcymistrzowie w historii klubu
- Marin Bosiočić[11]
- Dmitrij Bunzmann[11]
- Aleksandr Danin[12]
- Ivan Ivanišević[12]
- Denis Kadrić[6]
- Oleg Korniejew[13]
- Davorin Kuljašević[14]
- Guillaume Lamard[15]
- Saša Martinović[12]
- Borki Predojević[11]
- Miloje Ratković[16]
- Miloš Perunović[6]
- Ante Šarić[11]
- Ivan Schitco[17]
- Vishnu Prasanna V.[11]